# 多自然主義
多自然主義（たしぜんしゅぎ、英：）とは、文化人類学で人間だけが社会や文化をつくっているのではなく、他の動物や昆虫といった人間以外の存在と共に一つのコミュニティを形成しているという考え方。

## 解説
ここにおける多文化主義とは、「一なる自然、多なる文化」として論じうる。即ち、人間の身体や自然の同一性を前提とし、それを観察する精神、解釈する文化の側が相異なるとする概念。しかしこれは問題含みの概念であり、例えば科学が「一なる自然」に特権的にアクセスできる権能を有していたり、人と交わって生活を形作っているはずの動植物や身の回りの環境が、文化という概念からこぼれ落ちてしまうことがあげられる。
科学の特権性については実在論的展開を経た現代哲学の側からも批判が展開されており、例えばマルクス・ガブリエルは人間を単なる動物のレベルに矮小化し、文化的な他者性を否定しかねない自然主義の世界観を批判している。また氏は科学をも、一つのパースペクティブとして設定し、それらパースペクティブが交差する対象としての「意味の場」を構想している。
このような状況下において、ヴィヴェイロス・デ・カストロが多文化主義に対置する形で多自然主義を提唱した。多自然主義においては人間も動物も植物も、さらには神々までもが同じ精神性や文化を有しており、ともに「ハイブリッド・コミュニティ」を形成していることを主張する。
このように精神的側面が共通の基盤のもとに生じている一方で、肉体的側面は各存在者の身体に固有であるため、そこから生起するパースペクティブも、差異が生じる。例えば、ヴィヴェイロス・デ・カストロによる研究において、南米先住民たちに言わせれば、人間の血はジャガーにとってビールであり、腐肉に沸く虫はハゲワシにとって焼き魚である。
全ての観点が収斂する一つの実体的な存在がこの世にあるわけではなく、常に多義的な存在として、各物体が想定されるのである。